# Хріниця
Хріниця або хрінниця (Lepidium) — рід рослин родини капустяні.

## Опис

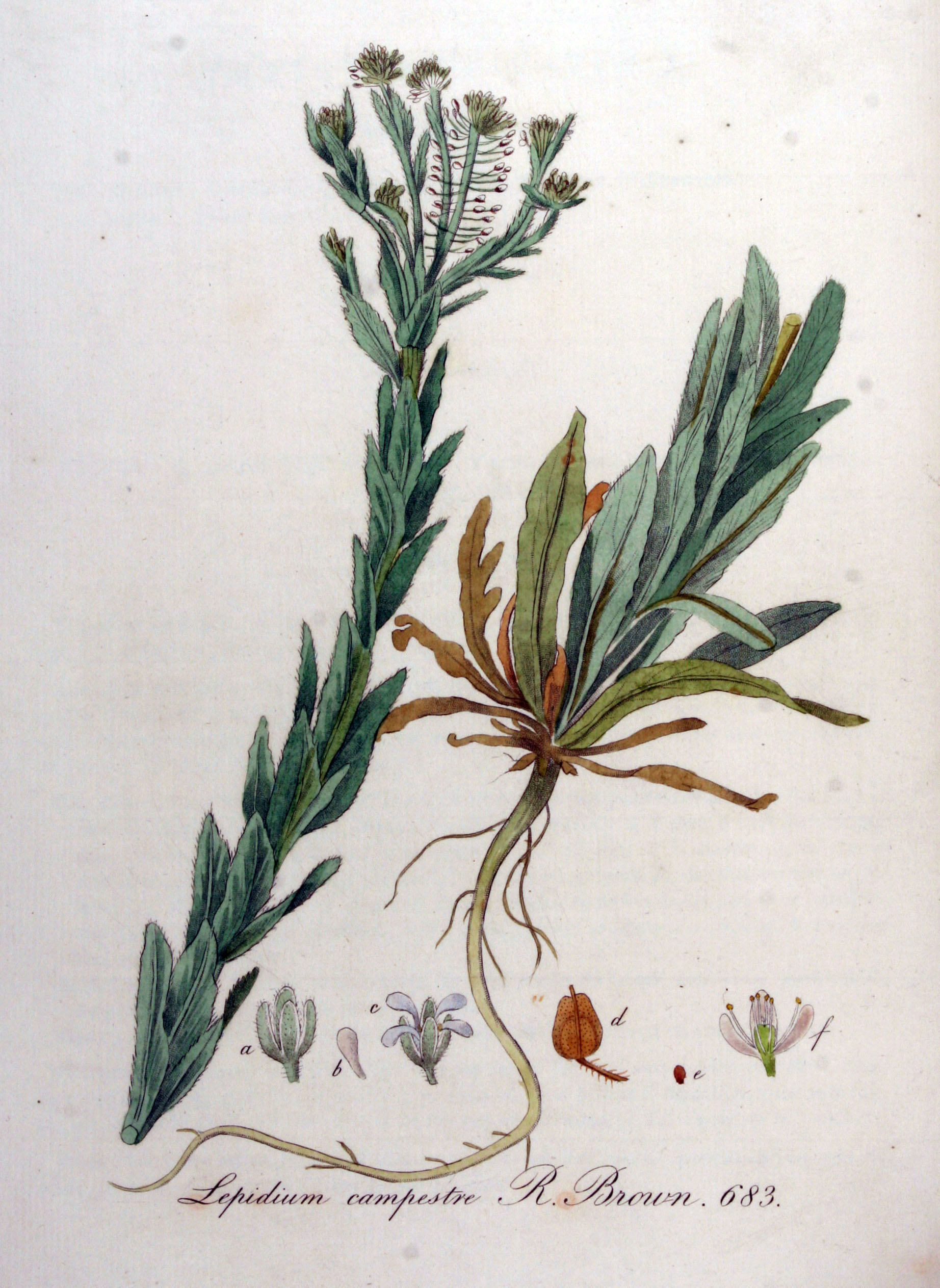
Ілюстрація хріниці польової (Lepidium campestre) у книзі Яна Копса «Flora Batava», Volume 9 (1846)

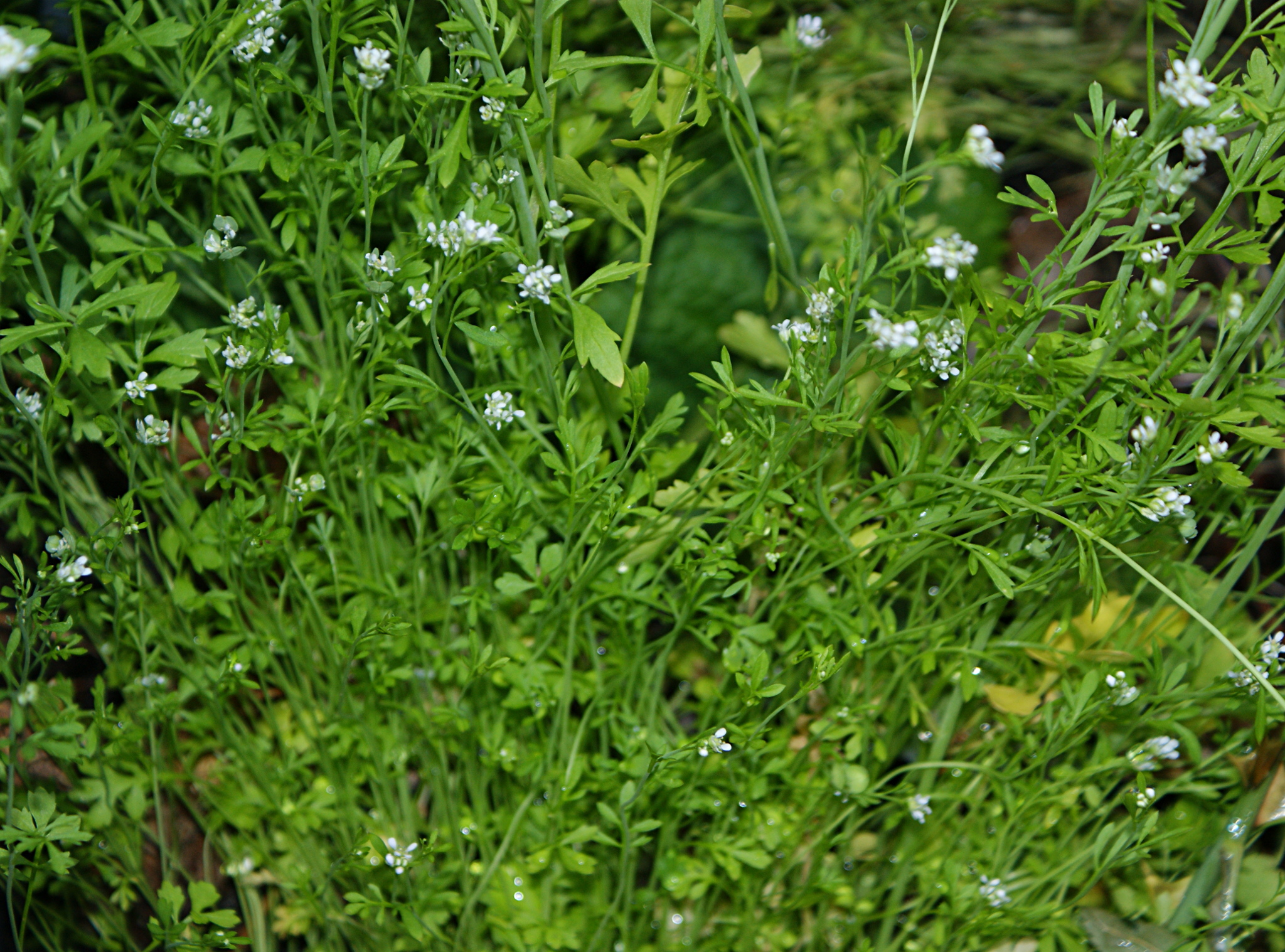
Хріниця сійна, або крес-салат

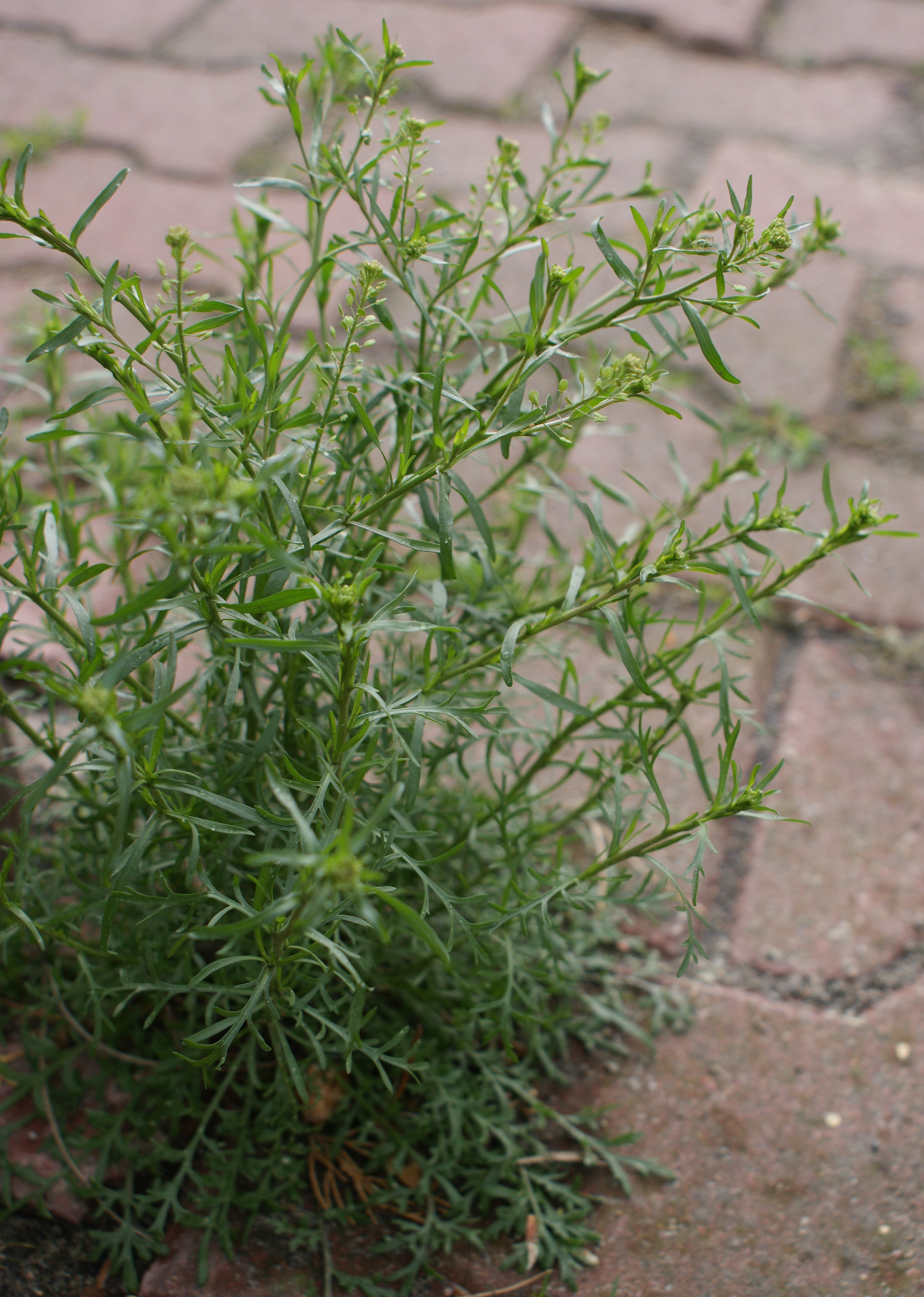
Хріниця смердюча

Невеликі, сизі, голі, одно-, дво- або багаторічні трави, рідше напівчагарники 15 — 20 см заввишки. Росте дернинками. Головне стебло коротке, дуже галузисте з кореневою шийкою, що вкрита лусочками від залишків старого листя. Листки товсті, прикореневі, двічіперистороздільні, бокових часток 4—6, перистороздільних, рідше цільних, вузьколінійних. Рослина має й інший тип листя — цільні, лінійні, 2-3 зубчаті або перистороздільні, але їх небагато. Квітки мають білі або жовті дрібні пелюстки (2,5 мм завдовжки), іноді останні відсутні. Чашолистки не мішкоподібні, з білим або червонуватим краєм. Тичинок 4 або 2. Плід — двонасінний стручечок, округлий, яйцеподібний або серцеподібний.

## Поширення
Рід Lepidium L. є одним з найбільших родів родини Brassicaceae, що складається з понад 200 видів. Він поширений головним чином в помірних і субтропічних регіонах; рід погано представлений в арктичних кліматичних умовах, а також в тропічних районах, де представники роду ростуть переважно в горах.

## Екологія
Хріниця зростає на солончаках і на засолених ґрунтах лук, а також як бур'ян на полях біля доріг.

## Хріниця в Україні
У флорі України хріниця представлена 16 видами. Найпоширеніша з них — хріниця смердюча (Lepidium ruderale) входить у Список дикорослих корисних рослин України. Хріницю сійну, або крес-салат (Lepidium sativum) розводять на городах як салатну рослину.
До Червоної книги України занесені два види хріниці:
- Хрінниця сиваська (Lepidium syvaschicum) — ендемічна рослина півдня України, природоохоронний статус виду — «Вразливий».[3]
- Хрінниця Турчанінова (Lepidium turczaninowii) — локальний ендемік Криму, природоохоронний статус виду — «Зникаючий».[4]

Ці ж обидва види входять до Переліку видів судинних рослин флори України, занесені до Європейського Червоного списку тварин і рослин, що знаходяться під загрозою зникнення у світовому масштабі (1991).